# A Győri ETO FC 2003–2004-es szezonja
A Győri ETO FC 2003–2004-es szezonja szócikk a Győri ETO FC első számú férfi labdarúgócsapatának egy szezonjáról szól, mely sorozatban a 44., összességében pedig a 60. idénye a csapatnak a magyar első osztályban. A klub fennállásának ekkor volt a 99. évfordulója.

## Mérkőzések
| Színmagyarázat | Színmagyarázat |
| -------------- | -------------- |
|                | Győzelem.      |
|                | Döntetlen.     |
|                | Vereség.       |

### Intertotó-kupa
1. forduló
| 2003. június 21. 20:00 |

| Győri ETO | 1 – 1   | Ethnikos Achna |
| --------- | ------- | -------------- |
| Oross 59' | (0 – 1) | Chrysafis 45'  |

| Rába ETO Stadion, Győr Nézőszám: 1 000 |

| 2003. június 28. 16:00 |

| Ethnikos Achna     | 2 – 2   | Győri ETO                      |
| ------------------ | ------- | ------------------------------ |
| Kyriako 5' 10' 48' | (2 – 1) | Varga 45' Oross 57' Nyilas 43' |

| GSZ Stadion, Lárnaka Nézőszám: 100 |

- Idegenben lőtt több góllal a Győri ETO FC jutott tovább.

2. forduló
| 2003. július 6. 18:00 |

| Racing Santander        | 1 – 0   | Győri ETO |
| ----------------------- | ------- | --------- |
| Coromina 41' Sietes 86' | (1 – 0) | Oross 46' |

| Estadio El Sardinero, Santander Nézőszám: 4 895 |

| 2003. július 12. 19:00 |

| Győri ETO                                                         | 2 – 1   | Racing Santander                         |
| ----------------------------------------------------------------- | ------- | ---------------------------------------- |
| Kartelo 13' 15' Bajevszki 64' Varga 35' Jovanović 44' Regedei 76' | (1 – 0) | Valle 80' Lago 38' Bakhar 48' Gnakpa 73' |

| Rába ETO Stadion, Győr Nézőszám: 2 500 |

- 2–2-es összesítéssel, idegenben lőtt góllal a Racing Santander jutott tovább.

### Arany Ászok Liga 2003–04

#### Őszi fordulók
| 1. forduló 2003. július 26. |

| Haladás                                                    | 2 – 0   | Győri ETO                                 |
| ---------------------------------------------------------- | ------- | ----------------------------------------- |
| Tóth 53' Kincses 69' Dubecz 27' Somfalvi 65' Farkas V. 69' | (0 – 0) | Herczeg 30' Geri 35' Nagy 64' Miriuţă 79' |

| Rohonci úti stadion, Szombathely Nézőszám: 7 000 Játékvezető: Kassai Viktor (magyar) |

| 2. forduló 2003. augusztus 1. |

| Győri ETO  | 0 – 0   | BFC Siófok                                   |
| ---------- | ------- | -------------------------------------------- |
| Kalina 27' | (0 – 0) | Virág 23' Hegedűs 25' László 63' Csordás 64' |

| Rába ETO Stadion, Győr Nézőszám: 2 000 Játékvezető: Solymosi Péter (magyar) |

| 3. forduló 2003. augusztus 9. |

| Videoton                                                                        | 2 – 0   | Győri ETO                                       |
| ------------------------------------------------------------------------------- | ------- | ----------------------------------------------- |
| Schwarcz 65' Tóth 75' 48' Tereánszki-Tóth 44' Savu 58' Szabó 71' Magasföldi 79' | (0 – 0) | Jančetić 33' Kalina 57' Herczeg 85' Horváth 86' |

| Sóstói Stadion, Székesfehérvár Nézőszám: 3 500 Játékvezető: Bede Ferenc (magyar) |

| 4. forduló 2003. augusztus 23. |

| Győri ETO  | 1 – 0   | Előre FC Békéscsaba |
| ---------- | ------- | ------------------- |
| Kalina 90' | (0 – 0) | Udvari 72'          |

| Rába ETO Stadion, Győr Nézőszám: 1 500 Játékvezető: Makai János (magyar) |

| 5. forduló 2003. augusztus 31. |

| MTK Hungária                                                        | 4 – 1   | Győri ETO                             |
| ------------------------------------------------------------------- | ------- | ------------------------------------- |
| Torghelle 18' Carlos 21' Illés 59' Jezdimirović 85' Czvitkovics 41' | (2 – 1) | Nyicsenko 34' Horváth 19' Regedei 53′ |

| Hidegkuti Nándor Stadion, Budapest Nézőszám: 1 000 Játékvezető: Szabó Zsolt (magyar) |

| 6. forduló 2003. szeptember 13. |

| Győri ETO      | 0 – 0   | Újpest               |
| -------------- | ------- | -------------------- |
| Aranitović 35' | (0 – 0) | Kovács 2' Tamási 66' |

| Rába ETO Stadion, Győr Nézőszám: 3 000 Játékvezető: Juhos Attila (magyar) |

| 7. forduló 2003. szeptember 20. |

| FC Sopron                       | 1 – 2   | Győri ETO                                                                 |
| ------------------------------- | ------- | ------------------------------------------------------------------------- |
| Tóth 29' Hanák 13' Lambulić 86' | (1 – 2) | Nyicsenko 10' 73' Bajevszki 36' Miriuţă 16' Böjte 30' Nyilas 33' Geri 39' |

| Káposztás utcai Stadion, Sopron Nézőszám: 5 000 Játékvezető: Kiss Béla (magyar) |

| 8. forduló 2003. szeptember 28. |

| Győri ETO                                           | 4 – 3   | Zalaegerszegi TE                                 |
| --------------------------------------------------- | ------- | ------------------------------------------------ |
| Miriuţă 13' Németh 15' Kalina 36' Nyicsenko 90' 54' | (3 – 1) | Sabo 44' Józsi 55' 59' Ljubojević 12' Vincze 45' |

| Rába ETO Stadion, Győr Nézőszám: 3 500 Játékvezető: Sápi Csaba (magyar) |

| 9. forduló 2003. október 4. |

| Pécsi MFC                                     | 1 – 0   | Győri ETO                                      |
| --------------------------------------------- | ------- | ---------------------------------------------- |
| Dienes 63' Horváth S. 28' Pest 76' Németh 90' | (0 – 0) | Kartelo 26' Jäkl 55' Aranitović 57' Németh 68' |

| PMFC Stadion, Pécs Nézőszám: 5 000 Játékvezető: Kiss Béla (magyar) |

| 10. forduló 2003. október 19. |

| Győri ETO  | 0 – 1               | Ferencváros         |
| ---------- | ------------------- | ------------------- |
| Nyilas 37' | (0 – 1) Jegyzőkönyv | Gera 33' Tököli 85' |

| Rába ETO Stadion, Győr Nézőszám: 3 000 Játékvezető: Arany Tamás (magyar) |

| 11. forduló 2003. október 25. 16:00 |

| Debreceni VSC                            | 1 – 0               | Győri ETO                                                |
| ---------------------------------------- | ------------------- | -------------------------------------------------------- |
| Éger 44' (11-esből) Habi 9' Șumudică 12' | (1 – 0) Jegyzőkönyv | Stark 1' Nyilas 23' Bajevszki 43' Böjte 75' Kalina 90+3' |

| Oláh Gábor utcai stadion, Debrecen Nézőszám: 4 500 Játékvezető: Makai János (magyar) |

| 12. forduló 2003. november 1. |

| Győri ETO                                                                                          | 6 – 0   | Haladás    |
| -------------------------------------------------------------------------------------------------- | ------- | ---------- |
| Miriuţă 4' Kartelo 16' 90' Nyicsenko 36' Nagy 45' Bajevszki 48' Németh 21' Jovanović 30' Stark 88' | (4 – 0) | Dubecz 22' |

| Rába ETO Stadion, Győr Nézőszám: 1 200 Játékvezető: Kassai Viktor (magyar) |

| 13. forduló 2003. november 8. |

| BFC Siófok          | 1 – 0   | Győri ETO |
| ------------------- | ------- | --------- |
| Sitku 64' Virág 84' | (0 – 0) |           |

| Révész Géza utcai stadion, Siófok Nézőszám: 2 000 Játékvezető: Szarka Zoltán (magyar) |

| 14. forduló 2003. november 14. |

| Győri ETO                                     | 2 – 2   | Videoton                              |
| --------------------------------------------- | ------- | ------------------------------------- |
| Nyicsenko 17' Miriuţă 57' Perić 80' Varga 82′ | (1 – 2) | Magasföldi 13' 24' Dvéri 55' Tóth 75' |

| Rába ETO Stadion, Győr Nézőszám: 800 Játékvezető: Világi Balázs (magyar) |

| 15. forduló 2003. november 22. |

| Előre FC Békéscsaba                         | 2 – 0   | Győri ETO            |
| ------------------------------------------- | ------- | -------------------- |
| Javrujan 8' Miculescu 46' 22' Schindler 17' | (1 – 0) | Geri 23' Kartelo 43' |

| Kórház utcai stadion, Békéscsaba Nézőszám: 2 000 Játékvezető: Sápi Csaba (magyar) |

| 16. forduló 2003. november 29. |

| Győri ETO       | 1 – 1   | MTK Hungária    |
| --------------- | ------- | --------------- |
| Miriuţă 79' 45' | (0 – 0) | Czvitkovics 57' |

| Rába ETO Stadion, Győr Nézőszám: 2 500 Játékvezető: Juhos Attila (magyar) |

#### Tavaszi fordulók
| 17. forduló 2004. március 24. |

| Újpest                                                                         | 4 – 1   | Győri ETO                                |
| ------------------------------------------------------------------------------ | ------- | ---------------------------------------- |
| Feczesin 11' Tóth 17' Kartelo 37' (öngól) Sándor 90+3' Vanczák 18' Szélesi 80' | (3 – 0) | Priskin 82' Makra 13′, 26′ Nagy 69′, 84′ |

| Megyeri út, Budapest Nézőszám: 1 861 Játékvezető: Megyebíró János (magyar) |

| 18. forduló 2004. március 13. |

| Győri ETO                           | 3 – 1   | FC Sopron                                       |
| ----------------------------------- | ------- | ----------------------------------------------- |
| Priskin 56' Stark 77' 81' Böjte 61' | (0 – 0) | Huszti 54' 75' Fehér 5' Vasas 13' Pető 63′, 70′ |

| Rába ETO Stadion, Győr Nézőszám: 2 600 Játékvezető: Makai János (magyar) |

| 19. forduló 2004. március 20. |

| Zalaegerszegi TE           | 2 – 0   | Győri ETO             |
| -------------------------- | ------- | --------------------- |
| Sebők V. 22' 81' Gyánó 49' | (1 – 0) | Makra 39' Regedei 61' |

| ZTE Aréna, Zalaegerszeg Nézőszám: 6 230 Játékvezető: Solymosi Péter (magyar) |

| 20. forduló 2004. március 27. |

| Győri ETO                                                                      | 1 – 1   | Pécsi MFC                          |
| ------------------------------------------------------------------------------ | ------- | ---------------------------------- |
| Priskin 14' 45' Vlajić 44' Regedei 50' Jäkl 57' Oross 60' Németh 84' Stark 90' | (1 – 1) | Bajúsz 7' 22' Dienes 41' Sípos 55' |

| Rába ETO Stadion, Győr Nézőszám: 1 000 Játékvezető: Szabó Zsolt (magyar) |

| 21. forduló 2004. április 4. |

| Ferencváros                              | 4 – 0               | Győri ETO |
| ---------------------------------------- | ------------------- | --------- |
| Gera 37' 42' 47' Somorjai 79' Vukmir 23' | (2 – 0) Jegyzőkönyv |           |

| Üllői út, Budapest Nézőszám: 5 444 Játékvezető: Sápi Csaba (magyar) |

| 22. forduló 2004. április 7. 18:00 |

| Győri ETO            | 1 – 5               | Debreceni VSC                                |
| -------------------- | ------------------- | -------------------------------------------- |
| Perić 4' Kartelo 50' | (1 – 2) Jegyzőkönyv | Bajzát 1' 55' Bogdanović 16' Halmosi 75' 83' |

| Rába ETO Stadion, Győr Nézőszám: 1 000 Játékvezető: Ábrahám Attila (magyar) |

| 23. forduló (rájátszás) 2004. április 10. |

| Győri ETO   | 0 – 4   | Videoton                                                                   |
| ----------- | ------- | -------------------------------------------------------------------------- |
| Priskin 64' | (0 – 3) | Tóth 18' Magasföldi 26' 45' Savu 86' Vochin 30' Koller 34' Hercegfalvi 48' |

| Rába ETO Stadion, Győr Nézőszám: 500 Játékvezető: Erdős József (magyar) |

| 24. forduló (rájátszás) 2004. április 17. |

| Haladás             | 0 – 0   | Győri ETO             |
| ------------------- | ------- | --------------------- |
| Somfalvi 14′, 90+1′ | (0 – 0) | Böjte 23' Horváth 56' |

| Rohonci úti stadion, Szombathely Nézőszám: 2 000 Játékvezető: Saskőy Szabolcs (magyar) |

| 25. forduló (rájátszás) 2004. április 21. |

| Győri ETO                                                     | 3 – 0   | Előre FC Békéscsaba |
| ------------------------------------------------------------- | ------- | ------------------- |
| Nyicsenko 45' Kartelo 50' Stark 90+1' 72' Böjte 73' Varga 87' | (1 – 0) |                     |

| Rába ETO Stadion, Győr Nézőszám: 500 Játékvezető: Világi Balázs (magyar) |

| 26. forduló (rájátszás) 2004. május 1. |

| Győri ETO                     | 2 – 1   | Zalaegerszegi TE    |
| ----------------------------- | ------- | ------------------- |
| Priskin 47' Varga 59' Jäkl 6' | (0 – 1) | Koplárovics 12' 56' |

| Rába ETO Stadion, Győr Nézőszám: 1 000 Játékvezető: Sóthy András (magyar) |

| 27. forduló (rájátszás) 2004. május 8. |

| Pécsi MFC               | 0 – 2   | Győri ETO                                                 |
| ----------------------- | ------- | --------------------------------------------------------- |
| Szabados 32' Dienes 87' | (0 – 0) | Perić 60' Horváth 84' 65' Makra 12' Vlajić 42' Németh 74' |

| PMFC Stadion, Pécs Nézőszám: 500 Játékvezető: Kassai Viktor (magyar) |

| 28. forduló (rájátszás) 2004. május 12. |

| Videoton                                        | 4 – 1   | Győri ETO                      |
| ----------------------------------------------- | ------- | ------------------------------ |
| Savu 5' 62' Szabó 40' Hercegfalvi 85' Tudor 76′ | (2 – 1) | Németh 35' Varga 29' Stark 90' |

| Sóstói Stadion, Székesfehérvár Nézőszám: 500 Játékvezető: Fábián Mihály (magyar) |

| 29. forduló (rájátszás) 2004. május 15. |

| Győri ETO                                                   | 3 – 2   | Haladás                   |
| ----------------------------------------------------------- | ------- | ------------------------- |
| Kartelo 32' Perić 37' Nyicsenko 81' 69' Makra 15' Böjte 82' | (2 – 1) | Somfalvi 42' 47' Róth 75' |

| Rába ETO Stadion, Győr Nézőszám: 600 Játékvezető: Szabó Zsolt (magyar) |

| 30. forduló (rájátszás) 2004. május 19. |

| Előre FC Békéscsaba                                            | 2 – 0   | Győri ETO |
| -------------------------------------------------------------- | ------- | --------- |
| Udvari 9' Kovács B. 29' Hoffmann 33' Paróczai 79' Grujić 90+1' | (2 – 0) |           |

| Kórház utcai stadion, Békéscsaba Nézőszám: 1 500 Játékvezető: Bede Ferenc (magyar) |

| 31. forduló (rájátszás) 2004. május 22. |

| Zalaegerszegi TE | 0 – 1   | Győri ETO                      |
| ---------------- | ------- | ------------------------------ |
| Sebők V. 2'      | (0 – 0) | Priskin 61' Zsók 54' Krass 64' |

| ZTE Aréna, Zalaegerszeg Nézőszám: 2 000 Játékvezető: Makai János (magyar) |

| 32. forduló (rájátszás) 2004. május 26. |

| Győri ETO                | 1 – 3   | Pécsi MFC                                                               |
| ------------------------ | ------- | ----------------------------------------------------------------------- |
| Nyilas 12' 43' Varga 18' | (1 – 1) | Makra 38' (öngól) Montvai 52' 81' Notheisz 28' Vranješ 51' Szekeres 67' |

| Rába ETO Stadion, Győr Nézőszám: 500 Játékvezető: Sápi Csaba (magyar) |

#### Végeredmény (Alsóház)
| #  | Csapat               | J  | Gy | D  | V  | Rg | Kg | Gk  | P  | Megjegyzés |
| -- | -------------------- | -- | -- | -- | -- | -- | -- | --- | -- | ---------- |
| 7  | Pécsi Mecsek FC      | 32 | 9  | 13 | 10 | 36 | 37 | -1  | 40 |            |
| 8  | Videoton SC          | 32 | 10 | 10 | 12 | 55 | 51 | +4  | 40 |            |
| 9  | Zalaegerszegi TE     | 32 | 11 | 6  | 15 | 45 | 47 | -2  | 39 |            |
| 10 | Győri ETO FC         | 32 | 10 | 6  | 16 | 36 | 54 | -18 | 36 |            |
| 11 | Előre FC Békéscsaba  | 32 | 8  | 8  | 16 | 36 | 50 | -14 | 32 | Osztályozó |
| 12 | Szombathelyi Haladás | 32 | 4  | 11 | 17 | 19 | 63 | -44 | 23 | Osztályozó |

1. ↑  Bennmaradt a REAC ellen
2. ↑  A pályán elért eredmény alapján bennmaradt a Nyíregyháza Spartacus ellen, jogvétel miatt azonban a másodosztályba került.

#### Eredmények összesítése
Az alábbi táblázatban összesítve szerepelnek a Győri ETO FC 2003/04-es bajnokságban elért eredményei.
| Ősz/tavasz (forduló)    | Otthon | Otthon | Otthon | Otthon | Otthon | Otthon | Otthon | Idegenben | Idegenben | Idegenben | Idegenben | Idegenben | Idegenben | Idegenben |
| Ősz/tavasz (forduló)    | M      | GY     | D      | V      | LG–KG  | GK     | P      | M         | GY        | D         | V         | LG–KG     | GK        | P         |
| ----------------------- | ------ | ------ | ------ | ------ | ------ | ------ | ------ | --------- | --------- | --------- | --------- | --------- | --------- | --------- |
| Őszi szezon (1–16.)     | 8      | 3      | 4      | 1      | 14–7   | +7     | 13     | 8         | 1         | 0         | 7         | 3–14      | –11       | 3         |
| Tavaszi szezon (17–32.) | 8      | 4      | 1      | 3      | 14–17  | –3     | 13     | 8         | 2         | 1         | 5         | 5–16      | –11       | 7         |
| Összesen (1–32.)        | 16     | 7      | 5      | 4      | 28–24  | +4     | 26     | 16        | 3         | 1         | 12        | 8–30      | –22       | 10        |